# Ibrahim Mohammed Awal
 (août 2025).
Ibrahim Mohammed Awal est né en 1962, est un journaliste, spécialiste du marketing, entrepreneur et homme politique ghanéen. Il a été PDG de Graphic Communications Group et de Chase Petroleum. Il est membre du Nouveau Parti Patriotique et est ministre du Développement des Affaires du Ghana (en) depuis 2017. Il était ministre du Tourisme, des Arts et de la Culture.

## La vie éducative
Ibrahim Awal a fréquenté le lycée du Ghana (en) dans la région nord du Ghana avant de poursuivre ses études à l'Institut ghanéen de journalisme à Accra. Il est titulaire d'une maîtrise en recherche commerciale appliquée de la Swiss Business School (en), en Suisse, et d'une maîtrise exécutive en administration des affaires de la University of Ghana Business School (en), à Legon. Il a obtenu une maîtrise en journalisme international de l'Université du Pays de Galles, au Royaume-Uni. En janvier 2017, il poursuivait un doctorat en philosophie en administration des affaires à la Swiss Business School,.

## La vie professionnelle
Après avoir terminé l'école de journalisme, Mohammed Awal a rejoint le Graphic Communications Group Limited d'abord en tant que journaliste puis en tant que rédacteur en chef. Il a été promu au poste de directeur général du marketing après un bref passage en tant que directeur de la publicité. Il a été nommé directeur général de la société en 2007. Il a démissionné en 2010 pour occuper le poste de directeur général de Chase Petroleum, une société de commercialisation de pétrole en aval. En 2009, il a reçu le prix de l'Homme du marketing de l'année pour sa contribution au marketing au Ghana par le Chartered Institute of Marketing Ghana,,. Au moment de sa nomination, Mohammed Awal était le PDG de Marble Communication Group Limited, une maison d'édition privée au Ghana,.

## Ministre du Développement des Affaires
Le 12 janvier 2017, Mohammed Awal a été nommé par le président Akuffo-Addo au poste de ministre du Développement des entreprises,. Le ministère est un nouveau ministère chargé de formuler des politiques et de faciliter le travail du secteur privé ghanéen,. Sa nomination a été saluée par l' Union des commerçants du Ghana (en), l' Association des industries du Ghana (en) et la communauté des affaires du pays en général, la plupart se demandant pourquoi elle n'avait pas été établie plus tôt sous les gouvernements précédents,. Il a été approuvé par le comité des nominations du Parlement du Ghana le 7 février 2017,. Lors de son examen, il a fait savoir au comité qu'il aiderait à créer 20 sociétés d'appel d'offres d'ici 2020 pour réduire le chômage. Dans le cadre de cette politique, son ministère contribuerait à promouvoir les intérêts des entreprises en réduisant les taux d’intérêt, en supprimant les taxes nuisibles et en accélérant le processus d’enregistrement des entreprises tout en protégeant les produits fabriqués localement de la concurrence déloyale des importations étrangères. Une autre politique qu’il a annoncée au comité était de garantir que davantage de femmes au Ghana puissent posséder leur propre entreprise. Il a été approuvé par le Parlement et a prêté serment devant le président Akuffo-Addo le 10 février 2017,. En mai 2017, il a fait savoir que le plan de son ministère était d'encourager le secteur privé à développer l'économie et à tripler le produit intérieur brut annuel pour atteindre 200 milliards de cédis d'ici 2020. Le Dr Awal a révélé lors du lancement de l'initiative commerciale Zongo à Tamale que le gouvernement avait alloué 10 millions de ¢ pour soutenir les jeunes entrepreneurs Zongo dans les cinq régions du nord, afin de les aider à développer leurs entreprises.

## Vie personnelle
Mohammed Awal est musulman, marié et père de quatre enfants.